# British Columbia Highway 91
Der British Columbia Highway 91 in der kanadischen Provinz British Columbia hat eine Länge von rund 46 km. Er befindet sich im Großraum Metro Vancouver und verläuft vom Highway 99 in Delta zum Highway 99 in Richmond. Er ist folglich eine Alternativstrecke zum Highway 99 im Süden Vancouvers.

## Streckenverlauf
Am Ufer der Boundery Bay zweigt Highway 91 vom Highway 99 in nördlicher Richtung ab. Nach etwa zwei Kilometer zweigt vom Highway 91 Highway 10 in östlicher Richtung ab. Der Highway folgt in nordwestlicher Richtung, parallel ist eine Bahnlinie sowie die Grenze des Watershed Parks. Ab der Ausfahrt zur 72nd Avenue ist der Highway als Freeway ausgebaut. Der nun folgende Übergang über den Fraser River erfolgt über die Alex Fraser Bridge, die 1986 eröffnet wurde. Die Brücke selbst ist sechsspurig ausgebaut und hat eine Länge von insgesamt 2525 m. Nördlich des Frasers folgt der Highway in westlicher Richtung und stößt in Richmond am Richmond Nature Park wieder auf den Highway 99.